# マルコ・ポーロの冒険 (アルバム)
『マルコ・ポーロの冒険』（マルコ・ポーロのぼうけん）は、テレビアニメ『アニメーション紀行 マルコ・ポーロの冒険』の主題歌・挿入歌アルバムである。

## 概要
1979年6月1日にLPレコードとして、キティレコードから発売された。型番は「MKF-1060」。
その後、1994年5月21日（KTCR-1507）と2003年3月19日（UICZ-6011）にCDとして再発売された。
本盤は、NHK総合テレビの『アニメーション紀行 マルコ・ポーロの冒険』（1979年 - 1980年）のために製作された主題歌などを収録したアルバムである。全曲とも、小椋佳が作詞・作曲・歌を担当した。オープニングテーマ「いつの日か旅する者よ」の他、全曲がエンディングテーマあるいは挿入歌として使用された。

## 収録曲
- 作詞・作曲・歌は、全曲とも小椋佳。
- 編曲は、1・3・4・5・8・11が小野崎孝輔、2・6・7・9・10が星勝。
- オープニングテーマが最後に収録という構成になっている。
- ＊はエンディングテーマとして使用されたことがある曲。

1. 大空から見れば（＊）
2. 蒼き狼（＊）
3. また旅仕度（＊）
4. 誰でもいいから（＊）
5. 望郷（＊）
6. キシェラック ヤイラック
7. マティオ、ニコロ そしてマルコ・ポーロ
8. ひとすくいの水（＊）
9. 大地は
10. 黄金のパイザ
11. いつの日か旅する者よ

## 関連音盤

### アニメーション紀行 マルコ・ポーロの冒険
1979年5月1日発売の主題歌シングル（DKQ-1057）。
収録曲
1. いつの日か旅する者よ
2. 誰でもいいから

1979年11月1日発売のシングル・レコード（DKQ-1070）。LP発売後に追加されたエンディングテーマ「それが夢ならば」を収録。カップリング曲はLPと同音源。
収録曲
1. それが夢ならば
作詞・作曲：小椋佳／編曲：小野崎孝輔／歌：小椋佳、ジョイ・メイリー
2. マティオ、ニコロ そしてマルコ・ポーロ

### アニメ主題歌メモリアル2
1996年9月21日に日本コロムビアより発売されたコンピレーションCD。「いつの日か旅する者よ」と「また旅仕度」のカバー版（歌：川津恒一）を収録（COCC-13591/10）。

### 小椋佳 コンプリート・シングル・コレクション 1977〜1988
2003年11月5日にユニバーサルミュージックより発売されたコンピレーションCD。先述のシングル盤の4曲を収録（CZ-4078）。